# 東京 - 大阪間3時間への可能性
「超特急列車、東京 - 大阪間3時間への可能性」（ちょうとっきゅうれっしゃ、とうきょう - おおさかかん3じかんへのかのうせい）とは、1957年（昭和32年）5月30日に国鉄鉄道技術研究所が開催した創立50周年記念講演会の統一テーマである。
この講演は「新幹線構想」が初めて世に問われたものとして知られている。講演の趣旨は、同研究所がそれまで積み重ねてきた基礎研究に基づけば、鉄道輸送は高速化が達成され、そのあかつきには「東京 - 大阪間3時間」も可能であるというものであった。ここで発表された基礎研究の成果は後に東海道新幹線に結実することとなる。この講演が契機となって、東海道線増強計画における広軌別線論への追い風が吹くこととなった。

## 概要
戦後の鉄道技術研究所（技研）は、元陸海軍所属の研究者や外地の鉄道技術者らを積極的に受け入れていた。また技術部門の責任者であった島秀雄は1946年（昭和21年）に「高速台車振動研究会」を組織し、国鉄技術者、航空畑出身の技術者、民間車両メーカーの技術者を集めて基礎研究を自由に進めさせていた。こうして技術研究所では、優秀な研究者たちにより地道な基礎研究がこつこつと積み重ねられ、高速鉄道構想の骨格たりうるものはすでに出来つつあった。ただそれらの成果は、世間にほとんど知られないままであった。
1957年（昭和32年）1月8日、技研所長に就任した篠原武司は、技研の基礎研究に光を当て、志気を高めるために何をすべきかに心を砕いた。篠原は研究者たちの言葉に耳を傾け、やがてその研究成果を統合すればかつてない高速鉄道が実現しうるのではないかと思うに至る。その年はちょうど研究所創立50周年にあたっていた。篠原は、その記念講演会の企画にあたり、それまで積み重ねられてきた基礎研究をまとめれば、いかなる高速鉄道が可能になるか、をテーマにすることを発案した。
同年4月この呼びかけに応じ、熱海市来宮に集まった研究者たちは、ディスカッションを重ねるうちに「東京 - 大阪間を3時間で結ぶことも技術的に可能である」と確信するに至る。そしてこれを「鉄道輸送の高速度化研究」と題して銀座での公開講演とすることとし、翌月の講演のために準備を急いだ。また「鉄道輸送の高速度化研究」という演題ではわかりにくいため、一般の人の興味もひくよう「東京 - 大阪間3時間への可能性」と演題を改め、国電の車内広告で広報した。
5月25日には技研がこの新幹線構想を発表、26日には朝日新聞社が朝刊で講演会の予告と内容要旨を報じ、28日に"「超特急列車」講演会"（主催：鉄道技術研究所、後援：朝日新聞社）として自紙に社告を出した。
当時、国鉄で営業運転されている列車はつばめとはとであり、最高速度は95 km/hにとどまっていた。このため東海道本線の東京駅 - 大阪駅間の所要時間は、前1956年（昭和31年）11月に全線電化が完成し短縮されても7時間30分を要していた。高速運転により大幅な時間短縮が可能という広告は当時の多くの人々の心をとらえ、当日は雨空にもかかわらず、500人定員の銀座山葉ホールがたちまちのうちに満席になってしまい、詰めかけた聴講希望者を断るのに苦労したとも伝えられる。
講演会内容は以下の通り：
| 講演 1. 「技研創立記念講演会の開催に当たって」鉄研所長 篠原武司 2. 「車両について」客貨車研究室長 三木忠直 3. 「線路について」軌道研究室長 星野陽一 4. 「乗り心地と安全について」車両運動研究室長 松平精 5. 「信号保安について」信号研究室長 川辺一 映画 1. 新しき電化を求めて、フランス国鉄の高速度試験 |

講演では、まず篠原が、広軌（標準軌）で新路線を作れば「東京 - 大阪間3時間」も楽に到達可能である、それを作るかどうかは国民の皆さん次第であると投げかけ、続いて、車両、軌道、安全、信号の各分野について各講演者が技術的な裏付けを語った。
はたしてこの新幹線構想は大きな反響を呼ぶこととなる。当日この講演を聞かなかった国鉄総裁の十河信二は、自身も含めた国鉄幹部の前でもう一度講演を行うよう要請した。新聞各紙も好意的に報道した。こうして東海道線増強における広軌別線案への一般の関心は一気に高まり、広軌別線による東海道新幹線建設が必要であるという日本国有鉄道幹線調査会の答申につながることとなった。

## 参考図書
- 篠原武司・高口 英茂 (著) 『新幹線発案者の独り言―元日本鉄道建設公団総裁・篠原武司のネットワーク型新幹線の構想』石田パンリサーチ出版局 1992年 ISBN 4893520466
- 島秀雄『D51から新幹線まで―技術者のみた国鉄』日本経済新聞社 1977年
- 碇 義朗『超高速に挑む―新幹線開発に賭けた男たち。』文藝春秋 1993年
- NHKプロジェクトX制作班編『プロジェクトX 2 復活への舞台裏』日本放送出版協会 2000年

関連読み物
- 内橋克人『続々 匠の時代 国鉄技術陣「0標識からの長い旅」』 サンケイ出版 1979年